# Pleta del Foguet
La Pleta del Foguet és un edifici de Granyena de Segarra inclòs a l'Inventari del Patrimoni Arquitectònic de Catalunya. Les pletes tenen el mateix sistema constructiu que les cabanes amb volta però adaptant-se a les seves pròpies necessitats específiques d'aixoplugar bestiar.

## Descripció
Aquesta construcció està situada en una zona de conreu de cereals dins del terme de Granyena de Segarra. Aquesta pleta se'n presenta com un espai tancat, amb una part coberta i una altra no. La seva façana principal té dues portes d'accés. La primera comunica directament dins del pati o tancat descobert. La segona porta connecta directament amb una zona d'habitatge del propietari que s'annexiona a l'estructura de la pleta pròpiament dita. Ambdues portes són d'estructura allindada.

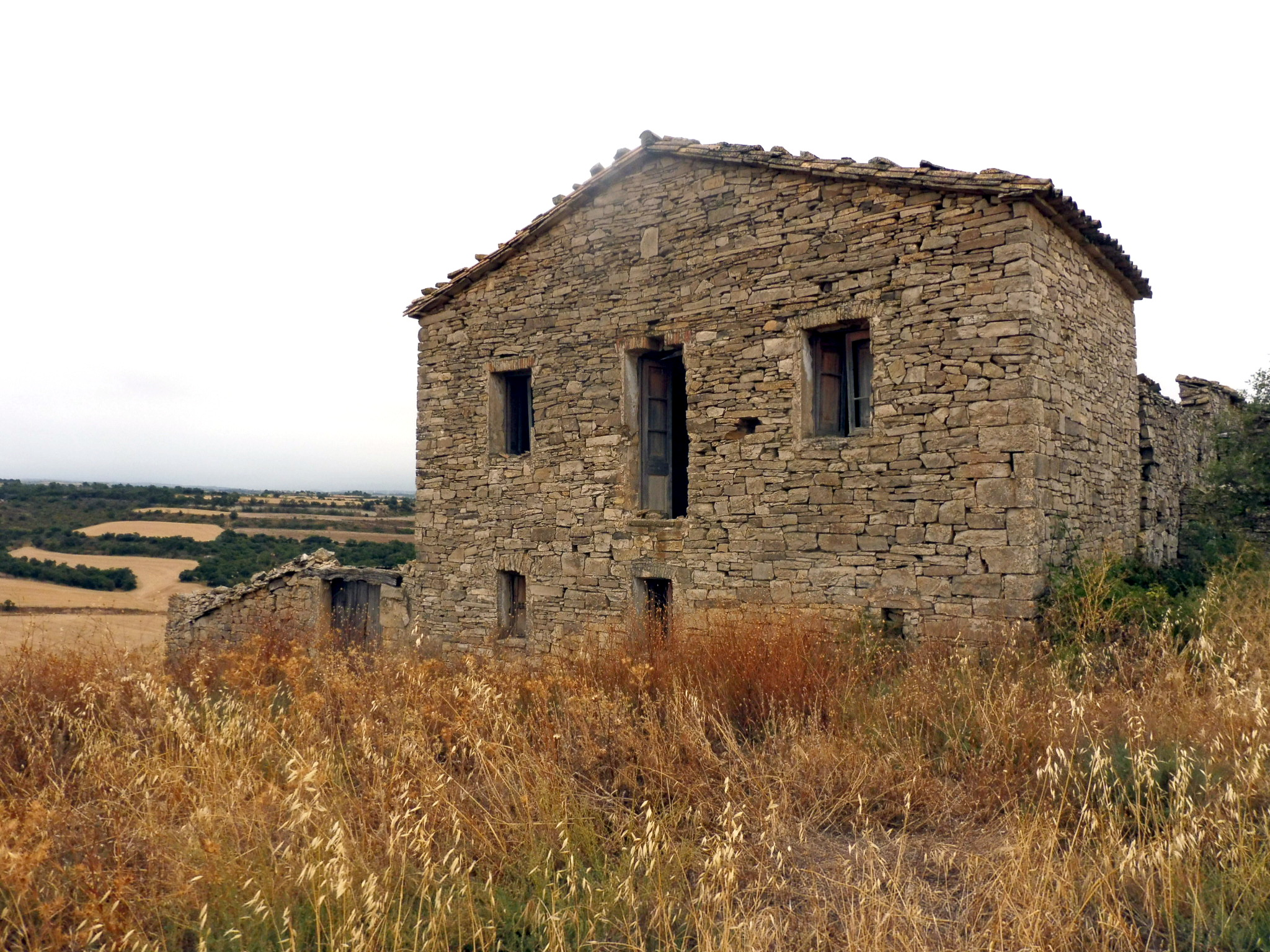
Habitatge

Dins del pati o tancat descobert hi ha una cisterna d'aigua i a la part dreta, tres arcades de mig punt, orientades a llevant, que donen accés a l'interior de la part coberta i que eren emprades per aixoplugar el bestiar. Actualment dues d'elles estan paredades, restant la del mig oberta. El tancat o pati descobert és de planta rectangular i el seu mur de tancament està fet amb paret seca de pedra del país. L'estructura coberta està feta amb parets de pedra irregular amb rejunt de terra i falcada amb resquills també de pedra i la coberta està estructurada a partir d'un embigat de fusta, i la teulada és orientada a la façana.